# Transe de mort
Transe de mort (titre original : Death Trance) est un roman d'horreur écrit par Graham Masterton, publié en 1986 par les éditions anglaise Tor. La première édition française a été publié en France en 1990 par les Nouvelles Éditions Oswald (NéO).
Le livre raconte l'histoire d'un homme endeuillé par l'assassinat de sa famille qui, accablé de chagrin, tente de les revoir une dernière fois, lors d'un périple dans le pays des morts.

## Résumé
Président de l'une des plus grandes entreprises du Tennessee, Randolph Clare est indigné lorsque des incendiaires détruisent l'une de ses usines à Memphis. Mais sa femme et ses enfants sont sauvagement assassinés alors qu'ils étaient en vacances au Québec. Désespéré de revoir ses proches, il fait appel, grâce à son médecin, le docteur Ambara, à un prêtre américano-indonésien Michael qui l'initie à la transe de la mort au Bali. En visitant le royaume des morts, Randolph risque non seulement sa propre vie, mais aussi les âmes de sa famille qui pourraient être la proie de Rangda, reine démoniaque des leyaks.

## Genèse du roman
Graham Masterton s'est inspiré du folklore de Bali pour écrire son roman. Le personnage Randolph Clare sera en effet aux prises des Leyaks, créatures surnaturelles qui hantent les cimetières afin de se nourrir des corps enterrés. Ces derniers sont dirigés par Rangda, la reine démoniaque des leyaks.

## Incipit
« Il était un peu plus de huit heures du soir lorsque Michael pénétra à bicyclette dans le marché de la nuit. Sa Rudge antique se faufila au milieu de la foule de touristes et de badauds, passant entre des éventaires de guingois éclairés par des centaines de lampes à pétrole en verre. C'était la saison de la mousson. La chaleur était étouffante. » 